# Discografia de Skillet
A discografia da banda de rock cristã americana Skillet consiste em 10 álbuns de estúdio, 4 EPs, 2 álbuns ao vivo, 3 coletâneas e 70 singles, com 21 deles alcançando a primeira posição em pelo meEUA uma parada.

## Álbuns de estúdio
| Ano                                       | Detalhes do Álbum                                                                                              | Melhores Posições | Melhores Posições | Melhores Posições | Melhores Posições | Melhores Posições | Melhores Posições | Melhores Posições | Melhores Posições | Vendas                          | Certificações      |
| Ano                                       | Detalhes do Álbum                                                                                              | EUA               | EUA Cristãos      | EUA Heat.         | EUA Rock          | EUA Hard Rock     | JAP               | ING               | NZL               | Vendas                          | Certificações      |
| ----------------------------------------- | --- | ----------------- | ----------------- | ----------------- | ----------------- | ----------------- | ----------------- | ----------------- | ----------------- | ------------------------------- | ------------------ |
| 1996                                      | Skillet - Lançamento: October 29, 1996 - Gravadora: Ardent/Forefront - Formato: CD                             | —                 | —                 | —                 | —                 | —                 | —                 | —                 | —                 | EUA: 35,000[carece de fontes?]  |                    |
| 1998                                      | Hey You, I Love Your Soul - Lançamento: April 21, 1998 - Gravadora: Ardent/ForeFront - Formato: CD, CS         | —                 | 25                | —                 | —                 | —                 | —                 | —                 | —                 | EUA: 17,000[carece de fontes?]  |                    |
| 2000                                      | Invincible - Lançamento: February 1, 2000 - Gravadora: Ardent/ForeFront - Formato: CD                          | —                 | 13                | 22                | —                 | —                 | —                 | —                 | —                 | EUA: 38,000[carece de fontes?]  |                    |
| 2001                                      | Alien Youth - Lançamento: August 28, 2001 - Gravadora: Ardent - Formato: CD                                    | 141               | 4                 | 4                 | —                 | —                 | —                 | —                 | —                 | EUA: 133,000[carece de fontes?] |                    |
| 2003                                      | Collide - Lançamento: November 18, 2003 - Gravadora: Lava/Ardent/SRE - Formato: CD                             | 179               | 9                 | 5                 | —                 | —                 | —                 | —                 | —                 | EUA: 320,000                    |                    |
| 2006                                      | Comatose - Lançamento: October 3, 2006 - Gravadora: Lava/Ardent/Atlantic/SRE - Formato: CD                     | 55                | 4                 | —                 | 19                | 24                | —                 | —                 | —                 | EUA: 1,000,000                  | - RIAA: Platina    |
| 2009                                      | Awake - Lançamento: August 25, 2009 - Gravadora: Lava/Ardent/Atlantic - Formato: CD, LP, download digital      | 2                 | 1                 | —                 | 2                 | —                 | 68                | —                 | 9                 | EUA: 2,000,000                  | - RIAA: 2× Platina |
| 2013                                      | Rise - Lançamento: June 25, 2013 - Gravadora: Atlantic/Hear It Loud - Formato: CD, LP, download digital        | 4                 | 1                 | —                 | 1                 | 1                 | 83                | —                 | —                 | EUA: 500,000                    | - RIAA: Ouro       |
| 2016                                      | Unleashed - Lançamento: August 5, 2016 - Gravadora: Atlantic/Hear It Loud - Formato: CD, LP, download digital  | 3                 | 1                 | —                 | 2                 | 1                 | 106               | 45                | —                 | EUA: 500,000                    | - RIAA: Ouro       |
| 2019                                      | Victorious - Lançamento: August 2, 2019 - Gravadora: Atlantic/Hear It Loud - Formato: CD, LP, download digital | 17                | 1                 | —                 | 3                 | 3                 | —                 | 84                | —                 | EUA: 22,000                     |                    |
| "—" denotes a release that did not chart. | |                   |                   |                   |                   |                   |                   |                   |                   |                                 |                    |

## Álbuns de vídeo
| Ano  | Detalhes |
| ---- | --- |
| 2002 | Alien Youth: The Unplugged Invasion - Lançado: 19 de novembro de 2002 - Gravadora: Ardent - Formato: DVD                        |
| 2008 | Comatose Comes Alive - Primeiro álbum de Skillet com Jen Ledger - Lançado: 21 de outubro de 2008 - Formato: DVD                 |
| 2013 | Awake and Live - Parte do disco Rise: Deluxe Edition - Lançado: 25 de junho de 2013 - Gravadora: Atlantic / Word - Formato: DVD |

## Álbuns ao vivo
| 2000                                  | Ardent Worship - Lançado: 29 de setembro de 2000 - Gravadora: Ardent - Formato: CD - partes deste álbum incluem gravações ao vivo | -   | 33 | EUA: 35.000 |
| 2008                                  | Comatose Comes Alive - Lançado: 21 de outubro de 2008 - Gravadora: Lava / Ardent / Atlantic - Formato: CD (+ DVD )                | 164 | 14 |             |
| "-" denota um lançamento não-mapeado. | |     |    |             |

## Coletâneas
| Ano  | Detalhes | Melhor Posição             | Melhor Posição |
| Ano  | Detalhes | EUA<br id="mwAaA"> Cristão | ING C&amp;G    |
| ---- | --- | -------------------------- | -------------- |
| 2010 | The Early Years (1996–2001) - Lançado: 27 de julho de 2010 - Gravadora: Ardent Records - Formato: CD                                               | -                          | -              |
| 2012 | The Platinum Collection - Lançado: 13 de novembro de 2012 - Gravadora: Ardent Records - Formato: CD                                                | 40.                        | -              |
| 2014 | Vital Signs - Álbum de Greatest Hits lançado exclusivamente na Europa - Lançado: 14 de outubro de 2014 - Gravadora: Atlantic Records - Formato: CD | -                          | 2              |

## EPs
| Ano  | Título | Melhores Posições | Melhores Posições | Melhores Posições | Melhores Posições | Melhores Posições |
| Ano  | Título | EUA               | EUA Cristão       | EUA Rock          | EUA Hard Rock     | EUA Alt.          |
| ---- | --- | ----------------- | ----------------- | ----------------- | ----------------- | ----------------- |
| 2007 | The Older I Get - EP - Lançado: 27 de fevereiro de 2007 - Gravadora: Ardent - Formato: DI                       | -                 | -                 | -                 | -                 | -                 |
| 2010 | iTunes Session - Lançado: 12 de novembro de 2010 - Gravadora: Atlantic - Formato: DI                            | -                 | -                 | -                 | -                 | -                 |
| 2011 | Awake and Remixed - Lançado: 22 de março de 2011 - Gravadora: Lava / Ardent / Atlantic - Formato: DI            | 98                | 5                 | 26                | 8                 | 18                |
| 2017 | Feel Invincible Remix EP - Lançado: 17 de novembro de 2017 - Disponível apenas na pré-venda de Unleashed Beyond | -                 | -                 | -                 | -                 | -                 |

## Singles

### Década de 1990
| 1997                                 | "I Can"                     | - | 4  | Skillet                   |
| 1997                                 | "Gasoline"                  | - | -  | Skillet                   |
| 1997                                 | "Saturn"                    | - | -  | Skillet                   |
| 1997                                 | "My Beautiful Robe"         | - | 4  | Skillet                   |
| 1998                                 | "Hey You, I Love Your Soul" | - | 1  | Hey You, I Love Your Soul |
| 1998                                 | "Locked in a Cage"          | - | 1  | Hey You, I Love Your Soul |
| 1998                                 | "More Faithful"             | 8 | -  | Hey You, I Love Your Soul |
| 1998                                 | "Suspended in You"          | - | 3  | Hey You, I Love Your Soul |
| 1999                                 | "Take"                      | - | 10 | Hey You, I Love Your Soul |
| 1999                                 | "Whirlwind"                 | - | -  | Hey You, I Love Your Soul |
| "-" denota um lançamento não-mapeado |                             |   |    |                           |

### Início dos anos 2000
| Ano              | Single                                       | EUA Cristão | EUA Cristão | Álbum                        |
| Ano              | Single                                       | CHR         | Rock        | Álbum                        |
| ---------------- | -------------------------------------------- | ----------- | ----------- | ---------------------------- |
| 2000             | "Best Kept Secret"                           | -           | 1           | Invincible                   |
| 2000             | "Invincible"                                 | -           | 7           | Invincible                   |
| 2000             | "You're Powerful"                            | -           | 1           | Invincible                   |
| 2000             | "Come On to the Future"                      | -           | -           | Invincible                   |
| 2000             | "Rest"[carece de fontes?]                    |             | -           | Invincible                   |
| 2000             | "The One"[carece de fontes?]                 | -           | -           | Invincible                   |
| 2000             | "You Take My Rights Away"[carece de fontes?] | -           | -           | Invincible                   |
| 2000             | "Shout to the Lord"                          | -           | -           | Ardent Worship               |
| 2000             | "Your Name Is Holy"                          | -           | -           | Ardent Worship               |
| 2001             | "Alien Youth"                                | -           | 1           | Alien Youth                  |
| 2001             | "Eating Me Away"[carece de fontes?]          | -           | -           | Alien Youth                  |
| 2001             | "Rippin' Me Off"[carece de fontes?]          | -           | -           | Alien Youth                  |
| 2001             | "Stronger"[carece de fontes?]                | -           |             | Alien Youth                  |
| 2001             | "You Are My Hope"                            | 4           | -           | Alien Youth                  |
| 2002             | "Earth Invasion"[carece de fontes?]          |             |             | Alien Youth                  |
| 2002             | -                                            |             |             | Alien Youth                  |
| 2002             | "Kill Me, Heal Me"                           | -           | 2           | Alien Youth                  |
| 2002             | "Vapor"                                      | -           | 2           | Alien Youth                  |
| "One Real Thing" | 6                                            | -           |             | Alien Youth                  |
| 2003             | "The Thirst Is Taking Over"                  | -           | 18          | Alien Youth                  |
| 2003             | "Will You Be There (Falling Down)"           | -           | 19          |                              |
| 2004             | "Forsaken"                                   | -           | -           | Collide                      |
| 2004             | "My Obsession"                               | -           | 2           | Collide                      |
| 2004             | "Savior"                                     | 12          | 1           | Collide                      |
| 2004             | "Open Wounds"                                | -           | 2           | Collide (2004 Lava Re-issue) |

### Final dos anos 2000
| 2005                                  | "Under My Skin"           | - | -  | 3 | -   | -  |                     | Collide                   |
| 2005                                  | "Collide"                 | - | -  | 6 | -   | -  |                     | Collide                   |
| 2005                                  | "A Little More"           | 4 | -  | - | -   | -  |                     | Collide                   |
| 2006                                  | "Rebirthing"              | 4 | 9  | 1 | -   | -  | - RIAA : ouro       | Comatose                  |
| 2006                                  | "Whispers in the Dark"    | - | -  | 1 | 34  | -  | - RIAA: Platina     | Comatose                  |
| 2006                                  | "The Older I Get"         | 1 | 14 | 1 | 27  | -  |                     | Comatose                  |
| 2007                                  | "The Last Night"          | 1 | 16 | 1 | 38. | -  |                     | Comatose                  |
| 2007                                  | "Comatose"                | - | -  | 1 | -   | -  | - RIAA: ouro        | Comatose                  |
| 2008                                  | "Live Free or Let Me Die" | - | -  | 2 | -   | -  |                     | Comatose (Deluxe Edition) |
| 2008                                  | "Those Nights"            | 1 | 22 | 1 | -   | -  |                     | Comatose                  |
| 2009                                  | "Better than Drugs"       | - | -  | - | -   | -  |                     | Comatose                  |
| 2009                                  | "Hero"                    | 1 | 29 | 1 | 15  | 35 | - RIAA: 2 × Platina | Awake                     |
| "-" denota um lançamento não-mapeado. |                           |   |    |   |     |    |                     |                           |

### Início dos anos 2010
| Ano                                                                                           | Single                  | EUA Cristão | EUA Cristão                 | EUA Cristão | Mainstream | Mainstream                | Mainstream | Mainstream  | Mainstream    | Certificações       | Álbum |
| Ano                                                                                           | Single                  | CHR         | Hot<br id="mwA88"><br>Songs | Rock        | US         | US<br id="mwA98"><br>Rock | US Main.   | Active Rock | Heritage Rock | Certificações       | Álbum |
| --------------------------------------------------------------------------------------------- | ----------------------- | ----------- | --------------------------- | ----------- | ---------- | ------------------------- | ---------- | ----------- | ------------- | ------------------- | ----- |
| 2010                                                                                          | "Monster"               | —           | —                           | 2           | —          | 20                        | 4          | 4           | 15            | - RIAA: 3× Platinum | Awake |
| 2010                                                                                          | "Awake and Alive"       | 3           | 30                          | 1           | 100        | 13                        | 2          | 1           | 15            | - RIAA: Platinum    | Awake |
| 2010                                                                                          | "Forgiven"              | 1           | 23                          | 1           | —          | —                         | —          | —           | —             |                     | Awake |
| 2011                                                                                          | "Lucy"                  | 12          | 49                          | 21          | —          | —                         | —          | —           | —             |                     | Awake |
| 2011                                                                                          | "It's Not Me, It's You" | —           | —                           | —           | —          | 30                        | 11         | 10          | 17            |                     | Awake |
| 2011                                                                                          | "One Day Too Late"      | 2           | 28                          | 9           | —          | —                         | —          | —           | —             |                     | Awake |
| 2013                                                                                          | "Sick of It"            | —           | 20                          | 1           | —          | 22                        | 9          | 8           | 15            |                     | Rise  |
| 2013                                                                                          | "American Noise"        | 1           | 34                          | 25          | —          | —                         | —          | —           | —             |                     | Rise  |
| 2013                                                                                          | "Not Gonna Die"         | —           | 13                          | 1           | —          | 28                        | 9          | 9           | 22            | - RIAA: Gold        | Rise  |
| 2013                                                                                          | "Fire and Fury"         | 5           | 34                          | —           | —          | —                         | —          | —           | —             |                     | Rise  |
| 2014                                                                                          | "What I Believe"        | 8           | 35                          | —           | —          | —                         | —          | —           | —             |                     | Rise  |
| 2014                                                                                          | "Rise"                  | —           | —                           | 1           | —          | 31                        | 19         | —           | —             |                     | Rise  |
| 2014                                                                                          | "Good to Be Alive"      | 18          | 46                          | 33          | —          | —                         | —          | —           | —             |                     | Rise  |
| "-" denota um lançamento não-mapeado.                                                         |                         |             |                             |             |            |                           |            |             |               |                     |       |
| Nota: as paradas Active Rock and Heritage Rock foram descontinuadas em 31 de novembro de 2013 |                         |             |                             |             |            |                           |            |             |               |                     |       |

### Final dos anos 2010
| Ano                                        | Single                              | EUA Cristão | EUA Cristão | EUA Cristão | EUA Cristão | Convencional                 | Convencional           | Convencional | Certificações   | Álbum                                   |
| Ano                                        | Single                              | CHR         | Hot Songs   | Airplay     | Rock        | EUA<br id="mwBMs"> Rock Air. | EUA<br id="mwBNE">Rock | NOS Mains.   | Certificações   | Álbum                                   |
| ------------------------------------------ | ----------------------------------- | ----------- | ----------- | ----------- | ----------- | ---------------------------- | ---------------------- | ------------ | --------------- | --------------------------------------- |
| 2015                                       | "Circus for a Psycho"               | -           | 45          | -           | -           | -                            | -                      | -            |                 | Rise                                    |
| 2016                                       | "Feel Invincible"                   | -           | 1           | -           | 1           | 19                           | 12                     | 1            | - RIAA: Platina | Unleashed                               |
| 2016                                       | "Stars"                             | 1           | 16          | 15          | -           | -                            | 20                     | -            |                 | Unleashed                               |
| 2016                                       | "Stars" (The Shack Version)         | -           | -           | -           | -           | -                            | -                      | -            |                 | The Shack (soundtrack) Unleashed Beyond |
| 2017                                       | "Back from the Dead"                | -           | 16          | -           | 3           | 30                           | 35                     | 7            |                 | Unleashed                               |
| 2017                                       | "The Resistance"                    | -           | 30          | -           | -           | 35                           | 19                     | 10           |                 | Unleashed                               |
| 2017                                       | "Lions"                             |             | 18          | 18          | 27          | -                            | 34                     | -            |                 | Unleashed                               |
| 2017                                       | "Breaking Free" (feat. Lacey Sturm) | -           | 27          | -           | 3           | -                            | -                      | -            |                 | Unleashed Beyond                        |
| 2018                                       | "Brave"                             | -           | 35          | 26          | 25          | -                            | -                      | -            |                 | Unleashed Beyond                        |
| 2019                                       | "Legendary"                         | -           | 14          | -           | -           | 23                           | 22                     | 7            |                 | Victorious                              |
| 2019                                       | "Save Me"                           | -           | 22          | -           | -           | -                            | -                      | -            |                 | Victorious                              |
| 2019                                       | "Anchor"                            | -           | 27          | 25          | -           | -                            | 50.                    | -            |                 | Victorious                              |
| "-" denota um release que não foi mapeado. |                                     |             |             |             |             |                              |                        |              |                 |                                         |

## Outras Músicas
| Ano  | Música                  | Melhores Posições | Melhores Posições        | Álbum                 |
| Ano  | Música                  | Músicas Cristãs   | Músicas Cristãs Digitais | Álbum                 |
| ---- | ----------------------- | ----------------- | ------------------------ | --------------------- |
| 2013 | "Madness In Me"         | -                 | 21                       | Rise                  |
| 2013 | "Madness In Me"         | -                 | 35                       | Rise                  |
| 2013 | "Freakshow"             | -                 | 14                       | Rise (Deluxe Edition) |
| 2013 | "Battle Cry"            | -                 | 16                       | Rise (Deluxe Edition) |
| 2013 | "Everything Goes Black" | -                 | 26                       | Rise (Deluxe Edition) |
| 2016 | "Undefeated"            | 35                | 14                       | Unleashed             |
| 2016 | "Burn It Down"          | 41.               | 30                       | Unleashed             |
| 2016 | "Out of Hell"           | 50.               | -                        | Unleashed             |
| 2016 | "Saviors of the World"  | -                 | -                        | Unleashed             |
| 2017 | "Set It Off"            | 31                | 15                       | Unleashed Beyond      |
| 2017 | "You Get Me High"       | 40.               | 24                       | Unleashed Beyond      |
| 2017 | "Stay Til the Daylight" | 41.               | -                        | Unleashed Beyond      |
| 2019 | "Victorious"            | 29                | -                        | Victorious            |
| 2019 | "Finish Line"           | 38.               | -                        | Victorious            |
| 2019 | "Rise Up"               | 39.               | -                        | Victorious            |
| 2019 | "This Is the Kingdom"   | 42.               | -                        | Victorious            |
| 2019 | "Never Going Back"      | 44                | -                        | Victorious            |
| 2019 | "Terrify the Dark"      | 45                | -                        | Victorious            |
| 2019 | "Back to Life"          | 48.               | -                        | Victorious            |

## Singles Promocionais
| Ano  | Música            | Melhores Posições | Melhores Posições        | Melhores Posições | Álbum      |
| Ano  | Música            | Músicas Cristãs   | Músicas Cristãs Digitais | EUA Rock          | Álbum      |
| ---- | ----------------- | ----------------- | ------------------------ | ----------------- | ---------- |
| 2009 | "Don't Wake Me"   | -                 | -                        | -                 | Awake      |
| 2009 | "Believe"         | -                 | -                        | -                 | Awake      |
| 2013 | "My Religion"     | -                 | -                        | -                 | Rise       |
| 2013 | "Hard to Find"    | -                 | -                        | -                 | Rise       |
| 2016 | "I Want to Live"  | 19                | 4                        | 38                | Unleashed  |
| 2019 | "You Ain't Ready" | 32.               | 8                        | -                 | Victorious |

## Videoclipes
| Ano  | Título                      |
| ---- | --------------------------- |
| 1996 | "Gasoline"                  |
| 1996 | "Saturn"                    |
| 1996 | "I Can"                     |
| 1998 | "More Faithful"             |
| 2000 | "Best Kept Secret"          |
| 2001 | "Alien Youth"               |
| 2003 | "Savior"                    |
| 2006 | "Rebirthing"                |
| 2006 | "Whispers in the Dark"      |
| 2007 | "The Older I Get"           |
| 2007 | "Looking for Angels"        |
| 2009 | "Hero"                      |
| 2009 | "Monster"                   |
| 2010 | "Awake and Alive"           |
| 2013 | "Sick of It"                |
| 2013 | "American Noise"            |
| 2014 | "Not Gonna Die"             |
| 2016 | "Feel Invincible"           |
| 2016 | "Stars"                     |
| 2017 | "Stars" (The Shack Version) |
| 2017 | "Back From the Dead"        |
| 2017 | "Breaking Free"             |
| 2019 | "Legendary"                 |
| 2020 | "Save Me"                   |
| 2021 | "Surviving the Game"        |
| 2023 | "Psycho in my Head"         |

## Participação em Compilações
| Year | Album                                       | Song(s) | Original album              |
| ---- | ------------------------------------------- | --- | --------------------------- |
| 1998 | No Lies                                     | "Locked in a Cage" | Hey You, I Love Your Soul   |
| 1998 | Surfonic Water Revival                      | "Last Day of Summer" | —                           |
| 1998 | WWJD                                        | "Whirlwind" | Hey You, I Love Your Soul   |
| 2000 | Cross Seekers                               | "Safe with You" | Ardent Worship              |
| 2000 | Absolute Modern Worship                     | "How Deep The Father's Love for Us " | Ardent Worship              |
| 2001 | Festival Con Dios                           | "Alien Youth" | Alien Youth                 |
| 2001 | Extreme Days: The Soundtrack                | "Come On to the Future" | —                           |
| 2002 | Parachute 2002                              | "One Real Thing" | Alien Youth                 |
| 2003 | X 2003: Music Video DVD!                    | "Kill Me, Heal Me (Radio Edit)" | Alien Youth                 |
| 2004 | Veggie Tales: Veggie Rocks!                 | "Stand" | —                           |
| 2004 | X 2004: Music Video DVD!                    | "Savior" | Collide                     |
| 2005 | Absolute Smash Hits, Vol. 2                 | "A Little More" | Collide                     |
| 2005 | X 2005                                      | "Open Wounds" | Collide (2004 Lava Reissue) |
| 2005 | !Hero (John Cooper only)                    | "Wedding Celebration" (with John Grey, Michael Tait, Nirva Dorsaint, and GRITS) "Fire of Love" (with Michael Tait) "Stand Up and Walk" (with Matt Hammitt and Michael Tait) "Do What You Gotta Do" (with Pete Stewart) "Not In Our House" (with Michael Tait) "Kill The Hero" (with Paul Wright and Bob Farrell) | —                           |
| 2006 | X 2007                                      | "Rebirthing" | Comatose                    |
| 2006 | OSeven: The Year's Best Christian Rock Hits | "Comatose" | Comatose                    |
| 2007 | X 2008                                      | "Whispers in the Dark" | Comatose                    |
| 2009 | X 2009                                      | "Live Free or Let Me Die" | Comatose (Deluxe Edition)   |
| 2009 | X 2009: Music Video DVD!                    | "Comatose" (live) | Comatose Comes Alive        |
| 2009 | X 2010                                      | "Dead Inside" | Awake (Deluxe Edition)      |
| 2010 | WOW Hits 2011                               | "Hero" | Awake                       |
| 2011 | WOW Hits 2012                               | "Awake and Alive" | Awake                       |
| 2012 | X 2012                                      | "Awake and Alive" | Awake                       |
| 2012 | WOW Hits 2013                               | "One Day Too Late" | Awake                       |
| 2014 | WOW Hits 2015 (Deluxe Edition)              | "American Noise" | Rise                        |
| 2017 | WOW Hits 2018                               | "Stars" | Unleashed                   |
| 2018 | WOW Hits 2019                               | "Lions" | Unleashed                   |